# هیلدا کمبل وان
هیلدا کمبل وان (به انگلیسی:Hilda Campbell Vaughan؛ ‏تلفظ: ‎/ˈkæmbəl/‎؛ ‏ با نام متأهلی مورگان، ۱۲ ژوئن ۱۸۹۲–۴ نوامبر ۱۹۸۵) رمان‌نویس و داستان‌نویس ولزی بود که به زبان انگلیسی می‌نوشت. ده رمان متنوع او، که بیشتر در زادگاهش رادنورشایر اتفاق می‌افتد، به جوامع روستایی و قهرمانان مربوط می‌شود.

## زندگی

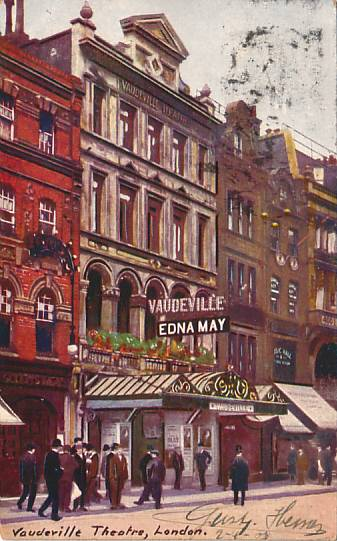
تئاتر وودویل، لندن، c. 1905، جایی که یک درام بر اساس رمان وان، سرباز و نجیب‌زاده (۱۹۳۲) اجرا شد.

### سال‌های اول
وان در بیلث ولز، پویس در خانواده‌ای مرفه، به‌عنوان کوچک‌ترین دختر هیو وان وان و ایوا (با نام خانوادگی کمبل) به دنیا آمد. پدرش یک وکیل موفق بود و مناصب دولتی مختلفی را در رادنورشایر داشت. او از نوادگان شاعر قرن هفدهم هنری وان بود.
وان به‌طور خصوصی تحصیل کرد و تا آغاز جنگ جهانی اول در سال ۱۹۱۴ میلادی در خانه ماند و پس از آن در بیمارستان صلیب سرخ و برای ارتش زنان در برکونشر و رادنورشایر خدمت کرد. کار او باعث شد با زنانی که در مزارع محلی زندگی می‌کردند ارتباط برقرار کند و همین امر تأثیری بر نوشته‌هایش بگذارد. در پایان جنگ او خانه را به مقصد لندن ترک کرد. او کمی بعد با مورگان ازدواج کرد و صاحب فرزند شد.

### اولین نوشته‌های اصلی
به توصیه شوهرش، وان تصمیم گرفت که رمان مهاجم را به عنوان اولین رمانش منتشر نکند. در عوض، او نبرد برای ضعیفان (۱۹۲۵) را انتخاب کرد که نسخه خطی آن را مورگان به‌طور گسترده ویرایش کرده بود. این زوج که هر دو نویسنده بودند، یکدیگر را در مورد مسائل ادبی راهنمایی و نصیحت می‌کردند.
در سال ۱۹۲۶، وان دومین فرزند این زوج به نام راجر را به دنیا آورد که کتابدار کتابخانه مجلس اعیان شد. موفقیت اولین رمان او در آن سال با انتشار رمان اینجا عاشقان هستند تکرار شد. زمانی که «مهاجم» سرانجام در سال ۱۹۲۸ منتشر شد، با استقبال خوبی نیز مواجه شد. دو رمان بعدی او، خانه پدرش (۱۹۳۰) و سرباز و نجیب‌زاده (۱۹۳۲) نیز مورد تحسین منتقدان قرار گرفتند. رمان دوم، احتمالاً موفق‌ترین رمان او، دراماتیزه شد و در همان سال در تئاتر وودویل لندن به نمایش درآمد.

### سالهای پایانی و مرگ
دهه‌های ۱۹۵۰ و ۱۹۶۰ دوران ناامیدی بود، که در آن وان بی‌ثمر به دنبال انتشار مجدد آثار قبلی بود. در سال ۱۹۵۷ او به همراه چارلز از هند غربی دیدن کرد، زیرا تصور می‌کرد آب و هوا ممکن است برای سلامت بیمار او مفید باشد. با این حال، این دیدار بی‌نتیجه ماند و او سال بعد درگذشت. وان که سلامت خودش را نیز تحت تأثیر قرار داده بود، دیگر هیچ رمانی منتشر نکرد و فقط نوشته‌هایی را برای بقیه عمرش منتشر کرد. آخرین قطعه او مقدمه ای بر قرن‌های توماس تراهرن بود که در سال ۱۹۶۰ منتشر شد و در آن شرحی از ایمان مذهبی خود را با عباراتی ارائه می‌دهد که به عنوان «شبه عرفانی» توصیف می‌شود. در سال ۱۹۶۳ او به عنوان عضو انجمن سلطنتی ادبیات انتخاب شد. هیلدا وان در ۴ نوامبر ۱۹۸۵ در خانه سالمندان در پاتنی لندن درگذشت و در داسرت رادنورشایر به خاک سپرده شد.

## میراث
آثار وان با استقبال خوبی از سوی معاصرانش مواجه شد و توسط نشریات سراسر جهان مورد بررسی قرار گرفت. در طول زندگی او، شهرت او تحت الشعاع شهرت شوهرش قرار گرفت، به ویژه پس از انتشار رمان او در سال ۱۹۳۲ به نام فواره. با این حال، شهرت او در اواخر عمر، با توجه انتقادی کم یا بدون توجه، کاهش یافت.

## آثار

### رمان‌ها
- نبرد برای ضعیفان (۱۹۲۵) بازنشر پارتیان، ۲۰۱۰
- اینجا عاشقان هستند (1926) بازنشر شده توسط Honno Classics، ۲۰۱۲
- مهاجم، با عنوان فرعی: داستانی از ماجراجویی و اشتیاق (۱۹۲۸)
- خانه پدری او (۱۹۳۰)
- The Soldier and the Gentlewoman (1932؛ بازنشر شده توسط Honno Classics، ۲۰۱۴)
- پرده برمی‌خیزد (۱۹۳۵)
- خانه برداشت (۱۹۳۶)
- The Fair Woman (1942) که بعداً در انگلستان با عنوان آهن و طلا (۱۹۴۸) بازنشر شد.
- عفو و صلح (۱۹۴۳)
- آهن و طلا (۱۹۴۸) (به The Fair Woman در بالا مراجعه کنید؛ بازنشر شده توسط Honno Classics، ۲۰۰۲)
- شمع و نور (۱۹۵۴)
- سبزی بازیابی شده (منتشر نشده، ناقص)

### نمایشنامه
- او هم جوان بود (۱۹۳۸، با لوریر لیستر)
- Forsaking All Other (با Laurier Lister؛ هرگز اجرا نشد)

### داستان‌ها
- یک چیز بیهوده (۱۹۳۴)
- زنده یا مرده (۱۹۴۴)

### متفرقه
- "کودکی روستایی"، مجله لوات دیکسون، اکتبر ۱۹۳۴
- "دور: نه چندان دور"، مجله لوات دیکسون، ژانویه ۱۹۳۵
- "مقدمه ای بر قرن‌های توماس تراهرن ". Faith Press، لندن. ۱۹۶۰. (صص xi–xxi).[۱۲]